# Igralište
Igralište, borilište ili vježbalište (arhaizam gombalište) je bilo koji namjenski uređeni prostor, građevina ili površina, otvorena ili zatvorena, javna ili privatna, ograđena ili neograđena, samostalna ili u sklopu nekog zdanja, za tjelesno vježbanje, rekreaciju, športsku (pojedinačnu ili ekipnu) ili kineziološku (obrazovnu ili znanstvenu) djelatnost. Treba ga razlikovati od dječjega igrališta. Igralište je prije športski, a vježbalište rekreacijski prostor, no ne isključivo. 
Vrste igrališta:
- stadioni (nogomet, američki nogomet, baseball, atletika, rugby, softball),
- športske dvorane (rukometna, košarkaška, gimnastička, odbojkaška, hokejaška, malonogometna/futsalska, borilački športovi, dvoranski biciklizam, curling),
- zimski športovi (skijalište, klizalište, skijaška skakaonica, daskalište, polucijev),
- vodeni športovi (bazeni (plivališta) – plivanje, sinkronizirano plivanje, vaterpolo, skokovi u vodu, ronjenje na dah; jezera i obalna mora – veslanje, jedrenje, ronjenje; rijeke i brzaci – kajak i kanu na divljim vodama),
- boćalište,
- kuglana,
- streljana,
- hipodrom (konjički športovi – jahanje, moderni petoboj, polo),
- ekstremni športovi („skate parkovi”, skijališta, polucijev, različiti poligoni),
- ceste (prometnice) (biciklizam, rally, automobilizam),
- trkaće staze (Formula 1, motociklizam, karting, automobilizam),
- borilišta (borilački športovi),
- školsko igralište,
- priroda (šuma – orijentacijsko trčanje, lovstvo; zrak – padobransko jedrenje, balonstvo, ekstremni športovi)
- posebne dvorane/igrališta/borilišta (pikado, biljarski salon – biljar, kockarnica – kartaške igre),
- internet (eSportovi, računalne igre)